# Rittergut Ronneburg
Reste vom Rittergut Ronneburg befinden sich in der Stadt Ronneburg im Landkreis Greiz in Thüringen.

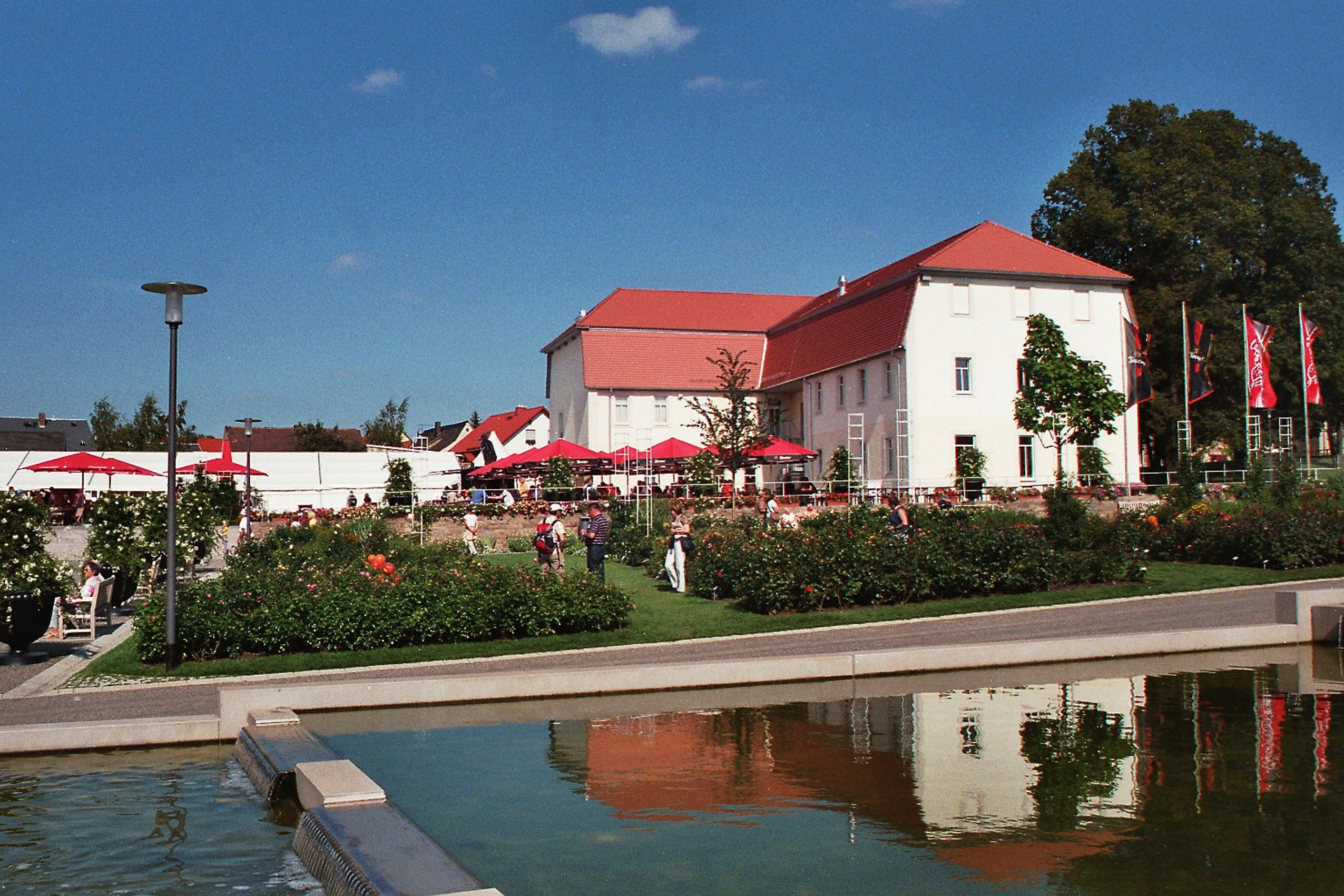
Das Herrenhaus

## Geschichte
Seit dem 1. April 1922 gehört das in Friedrichshaide stehende Rittergut zu Ronneburg. Der Standort der Gebäude liegt am südwestlichen Stadtrand.
Früher gehörte das Land zum Schloss Ronneburg. 1702 wurden diese Ländereien vererbt und ausgelassen. Amtmann Metsch aus Stangengrün kaufte einen ansehnlichen Teil. Er legte erst ein Vorwerk an und ließ Arbeiterhäuser bauen. Am 10. Januar 1719 erhielt Metsch vom Herzog aus Altenburg die Mitteilung, dass diese neue Ansiedlung mit dem nunmehrigen Rittergut den Namen Friedrichshaide führen muss. 1872, 1880 und 1895 brannte es in Friedrichshaide.
Zum Rittergut gehörten ein großer Obst-, Gemüse-, Blumen- und Rosengarten. Dieser Garten wurde von Gästen gern besucht. Das Rittergut war mit einer Mauer umgeben. Außerhalb gehörten die Felder und Wiesen sowie einige Teiche zum Gut.

## Der Uranbergbau
Wie im Nachbarort Schmirchau erging es der landwirtschaftlichen Nutzfläche des Rittergutes. Sie wurde abgebaggert und gestapelt, aber Teile der Gebäude blieben erhalten und wurden sogar genutzt.